# Кеноша (Вісконсин)
Кеноша (англ. Kenosha, МФА: [kɛˈnoʊˈʃɑː]) — місто в США, в окрузі Кеноша штату Вісконсин. Населення — 99 986 осіб (2020). На березі озера Мічиган. Є четвертим за величиною містом штату, за 56 км на південь від Мілвокі та за 80 км на північ від Чикаго.
Місто належить до частини Чикаголенду, розташованої поза межами Іллінойсу.

## Історія
На мові народу потаватомі місцевість мала назву «gnozhé» («місце щук»). Рибальство було одним із основних промислів народу.
Перші білі поселенці прибули на початку 1830-х років зі штату Нью-Йорк у пошуках місця для побудови поселення. 1835 року почалося будівництво дерев'яних, а згодом і каркасних, будинків, а також шкіл. 1836 року поселення отримало назву Пайк-Крік (англ. Pike Creek)., a наступного року перейменоване на Сауспорт (англ. Southport).
У 1850 місту присвоєно його нинішню назву, що походить від ранньої назви Kinoje.
У 20 столітті Кеноша певний час була великим промисловим центром з виробництва автомобілів та мала контракти з такими фірмами, як Renault.
У Кеноші є 21 місцевість та три райони, що входять до Національного реєстру історичних місцевостей.

У червні 1993 року влада міста встановила історичні світлофори, які були розроблені спеціально для Кеноші 1928 року. Вони знаходяться на 6-му проспекті між 54-ю та 59-ю вулицями.

## Географія
Місто Кеноша розташоване у південно-східній частині штату Вісконсин. Східною межею Кеноші є озеро Мічиган. Воно межує з містами Сомерс на півночі, Бристоль на заході та селом Плезант Прері на півдні. Пасажирська залізнична станція Кеноші є останньою зупинкою на чиказькій лінії Об'єднаної Тихоокеанської залізниці (Metra).
За даними Бюро перепису населення США в 2010 році місто мало площу 70,01 км², з яких 69,75 км² — суходіл та 0,26 км² — водойми.

### Клімат
| Клімат : Кеноша         | Клімат : Кеноша | Клімат : Кеноша | Клімат : Кеноша | Клімат : Кеноша | Клімат : Кеноша | Клімат : Кеноша | Клімат : Кеноша | Клімат : Кеноша | Клімат : Кеноша | Клімат : Кеноша | Клімат : Кеноша | Клімат : Кеноша | Клімат : Кеноша |
| Показник                | Січ.            | Лют.            | Бер.            | Квіт.           | Трав.           | Черв.           | Лип.            | Серп.           | Вер.            | Жовт.           | Лист.           | Груд.           | Рік             |
| Абсолютний максимум, °C | 18,3            | 20,6            | 28,3            | 32,2            | 34,4            | 38,9            | 40,6            | 38,9            | 37,8            | 31,7            | 27,2            | 21,1            | 40,6            |
| Середній максимум, °C   | −0,9            | 0,9             | 6,0             | 11,6            | 17,1            | 22,9            | 26,3            | 25,6            | 21,7            | 15,4            | 8,4             | 1,3             | 13,1            |
| Середній мінімум, °C    | −8,7            | −6,6            | −2,1            | 3,1             | 7,9             | 13,7            | 17,5            | 17,4            | 13,0            | 6,6             | 0,4             | −6,3            | 4,7             |
| Абсолютний мінімум, °C  | −35             | −30,6           | −22,8           | −12,2           | −3,3            | 0,6             | 5,0             | 4,4             | −1,1            | −6,7            | −20,6           | −33,9           | −35             |
| Норма опадів, мм        | 45              | 35              | 65              | 96              | 100             | 92              | 92              | 103             | 88              | 76              | 72              | 54              | 918             |
| ----------------------- | --------------- | --------------- | --------------- | --------------- | --------------- | --------------- | --------------- | --------------- | --------------- | --------------- | --------------- | --------------- | --------------- |
| Джерело:                |                 |                 |                 |                 |                 |                 |                 |                 |                 |                 |                 |                 |                 |

## Демографія
Згідно з переписом 2010 року, у місті мешкало 99 218 осіб у 37 376 домогосподарствах у складі 24 090 родин. Густота населення становила 1417 осіб/км². Було 40643 помешкання (581/км²).
Расовий склад населення:
| - 77,1 % — білих - 10,0 % — чорних або афроамериканців - 1,7 % — азіатів - 0,6 % — корінних американців - 0,1 % — вихідців з тихоокеанських островів - 6,8 % — осіб інших рас |

До двох чи більше рас належало 3,8 %. Частка іспаномовних становила 16,3 % від усіх жителів.
За віковим діапазоном населення розподілялося таким чином: 26,8 % — особи молодші 18 років, 62,4 % — особи у віці 18—64 років, 10,8 % — особи у віці 65 років та старші. Медіана віку мешканця становила 33,5 року. На 100 осіб жіночої статі у місті припадало 96,4 чоловіків; на 100 жінок у віці від 18 років та старших — 93,7 чоловіків також старших 18 років.
Середній дохід на одне домашнє господарство становив 60 859 доларів США (медіана — 49 160), а середній дохід на одну сім'ю — 69 966 доларів (медіана — 60 128). Медіана доходів становила 45 487 доларів для чоловіків та 36 785 доларів для жінок. За межею бідності перебувало 19,5 % осіб, у тому числі 28,3 % дітей у віці до 18 років та 8,6 % осіб у віці 65 років та старших.
Цивільне працевлаштоване населення становило 45 472 особи. Основні галузі зайнятості: освіта, охорона здоров'я та соціальна допомога — 24,6 %, виробництво — 20,2 %, роздрібна торгівля — 12,8 %, мистецтво, розваги та відпочинок — 9,7 %.

## Культура та відпочинок

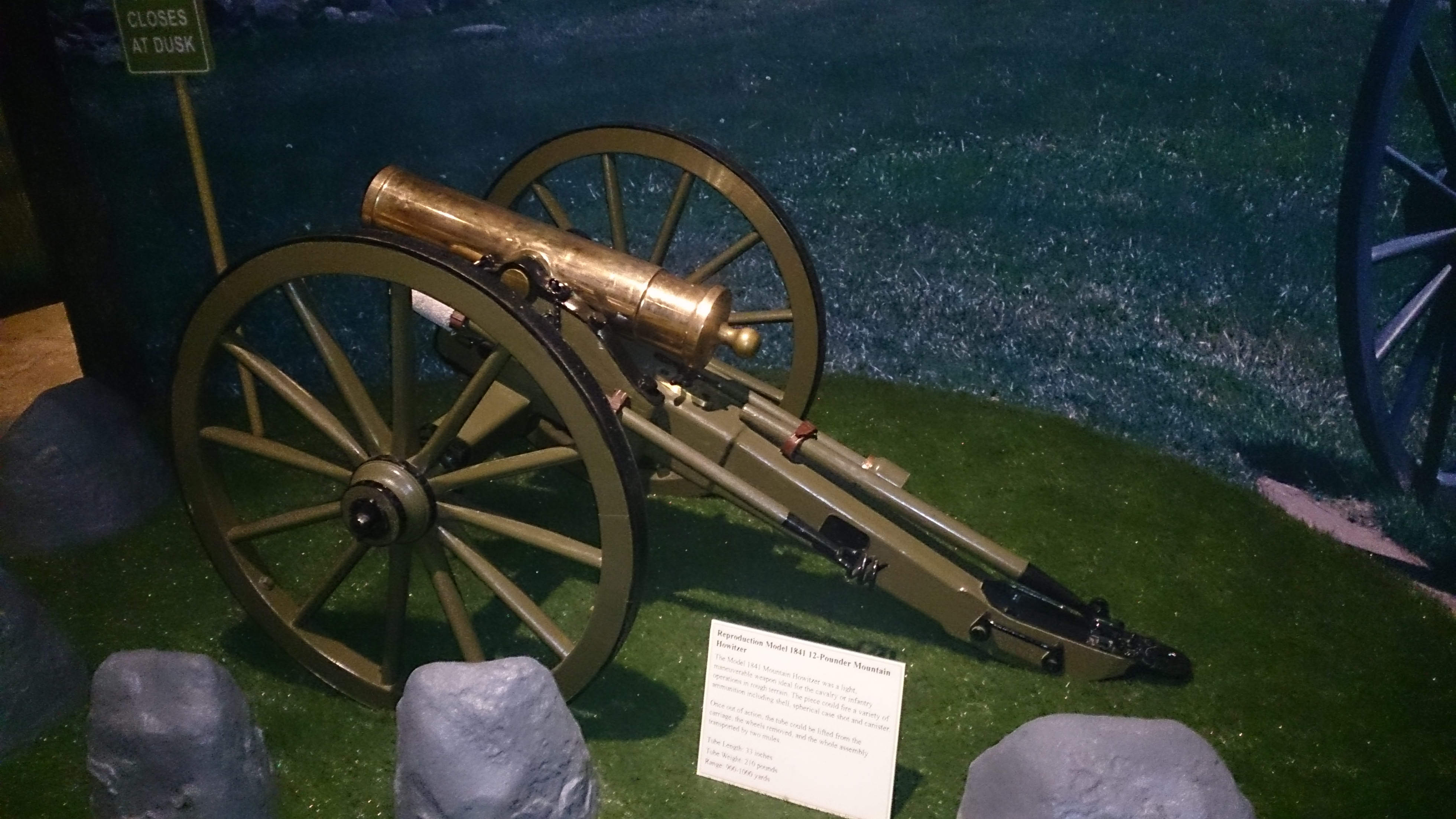
Один із експонатів Музею Громадянської війни

У центрі Кеноші є декілька музеїв, зокрема, Громадський музей (англ. Kenosha Public Museum), Музей Громадянської війни (англ. Civil War Museum) та Музей динозаврів (англ. Dinosaur Discovery Museum).
Музей Громадянської війни був відкритий 13 червня 2008 року. В центрі музею міститься кінозал, де періодично демонструються короткі стрічки про війну.
Кеноша розташована на березі озера Мічиган, оточена парками та зонами відпочинку. В місті офіційно є 74 муніципальні парки загальною площею 3,16 км².
У Парку Свободи споруджено скульптури Авраама Лінкольна та «Крилатої перемоги». З 1982 року Кеноша оголошена «містом дерев США» (англ. Tree City USA).

## Цікаві факти

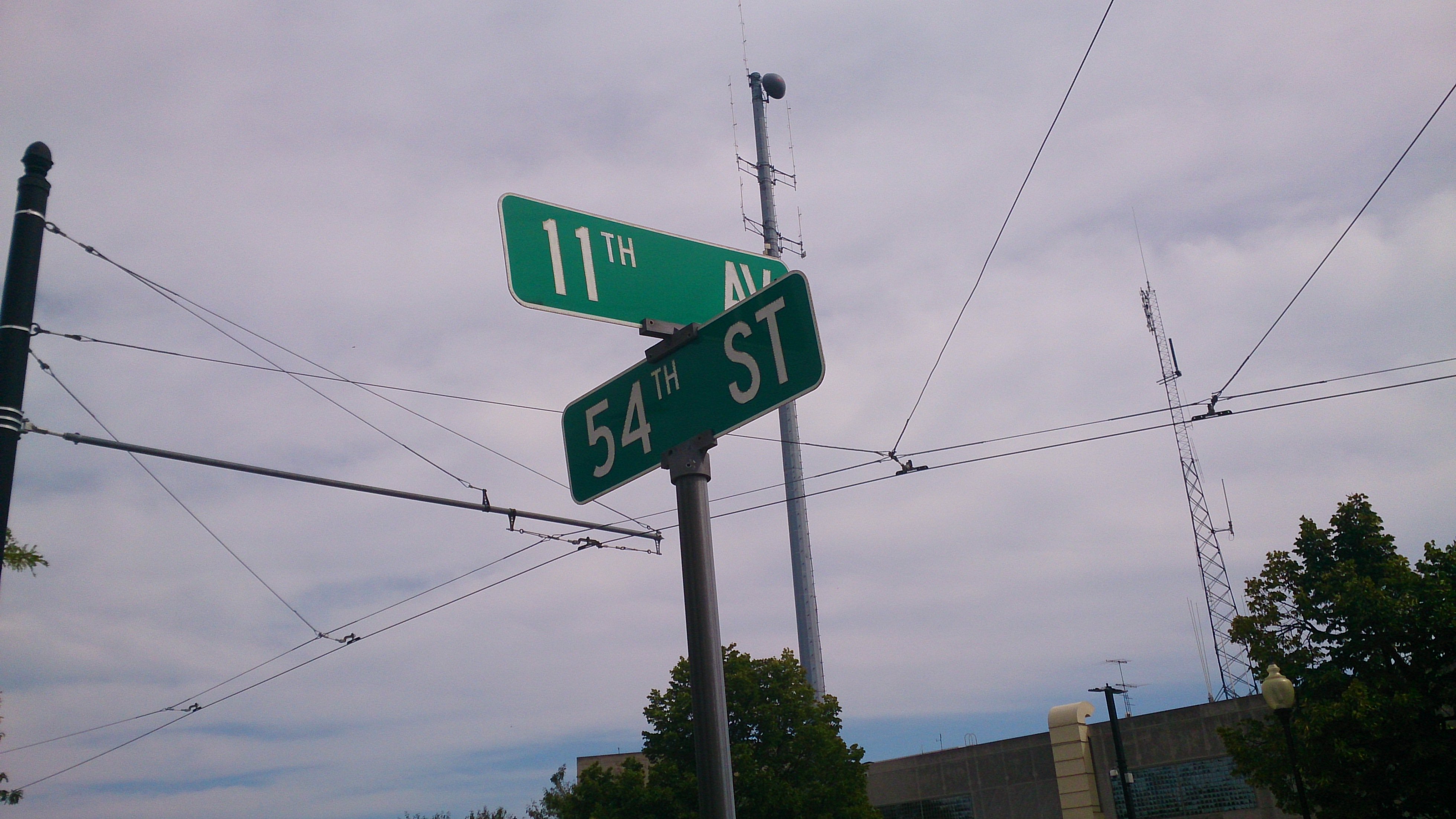
Типовий знак на перетині вулиць

Більшість вулиць міста мають номери замість назв. Вулиці (streets) йдуть із сходу на захід, а проспекти (avenues) — з півночі на південь. Короткі вулиці називаються places, короткі проспекти — courts. Ця нумерація продовжується на весь округ. Центр міста лежить між 50-ю та 70-ю вулицями. 1-й проспект пролягає на сході біля набережної.

## Транспорт
Кеноша має зв'язок із Чикаго через залізницю Metra і є єдиним містом Вісконсину, сполученим із цією системою.
У центрі міста ходить трамвай, що сполучає залізничну станцію із набережною та центральним проспектом.

## Міста-побратими
- Козенца, Італія (з 1979)[12]
- Дуе, Франція (з 1981)[12]
- Кесон-Сіті, Філіппіни (з 1986)[12]
- Вольфенбюттель, Німеччина (з 1970)[12]

## Уродженці
- Дон Амічі (1908—1993) — американський актор
- Джордж О́рсон Ве́ллс (1915—1985) — американський кінорежисер, сценарист, актор та продюсер, який активно працював в кіно, театрі, телебаченні та радіо
- Маргарет Ферроу (* 1934) — американський політик-республіканець, перша жінка що стала віце-губернатором штату Вісконсин.

## Галерея

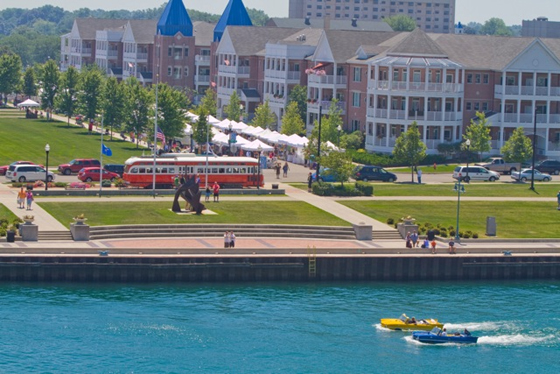
Узбережжя озера Мічиган
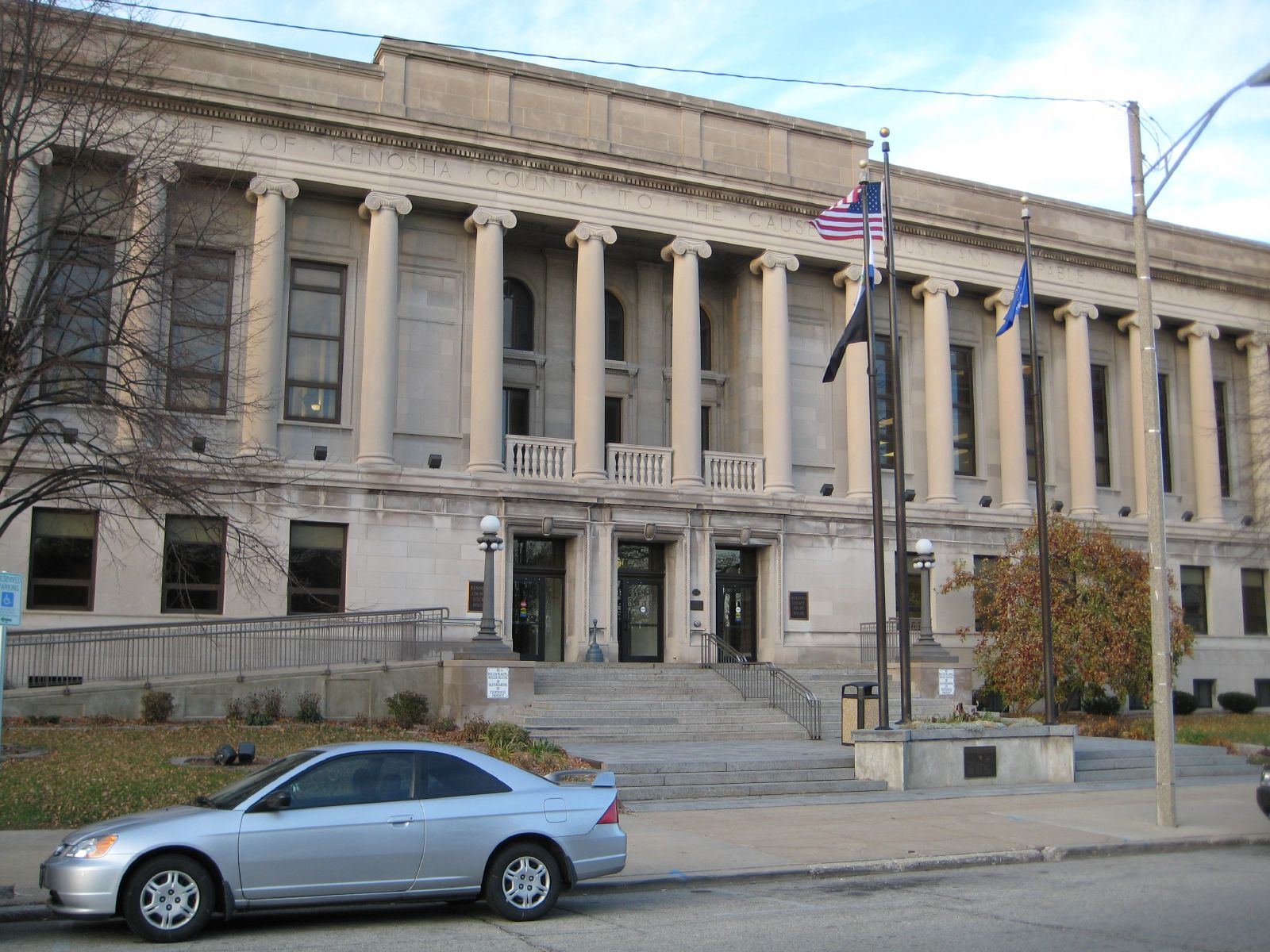
Окружний суд
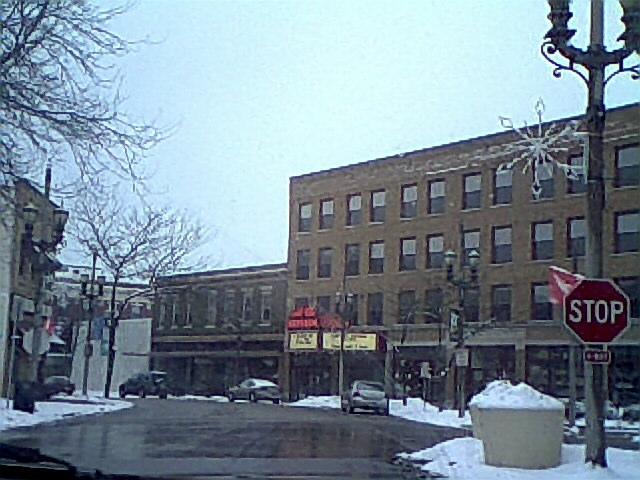
6-й проспект
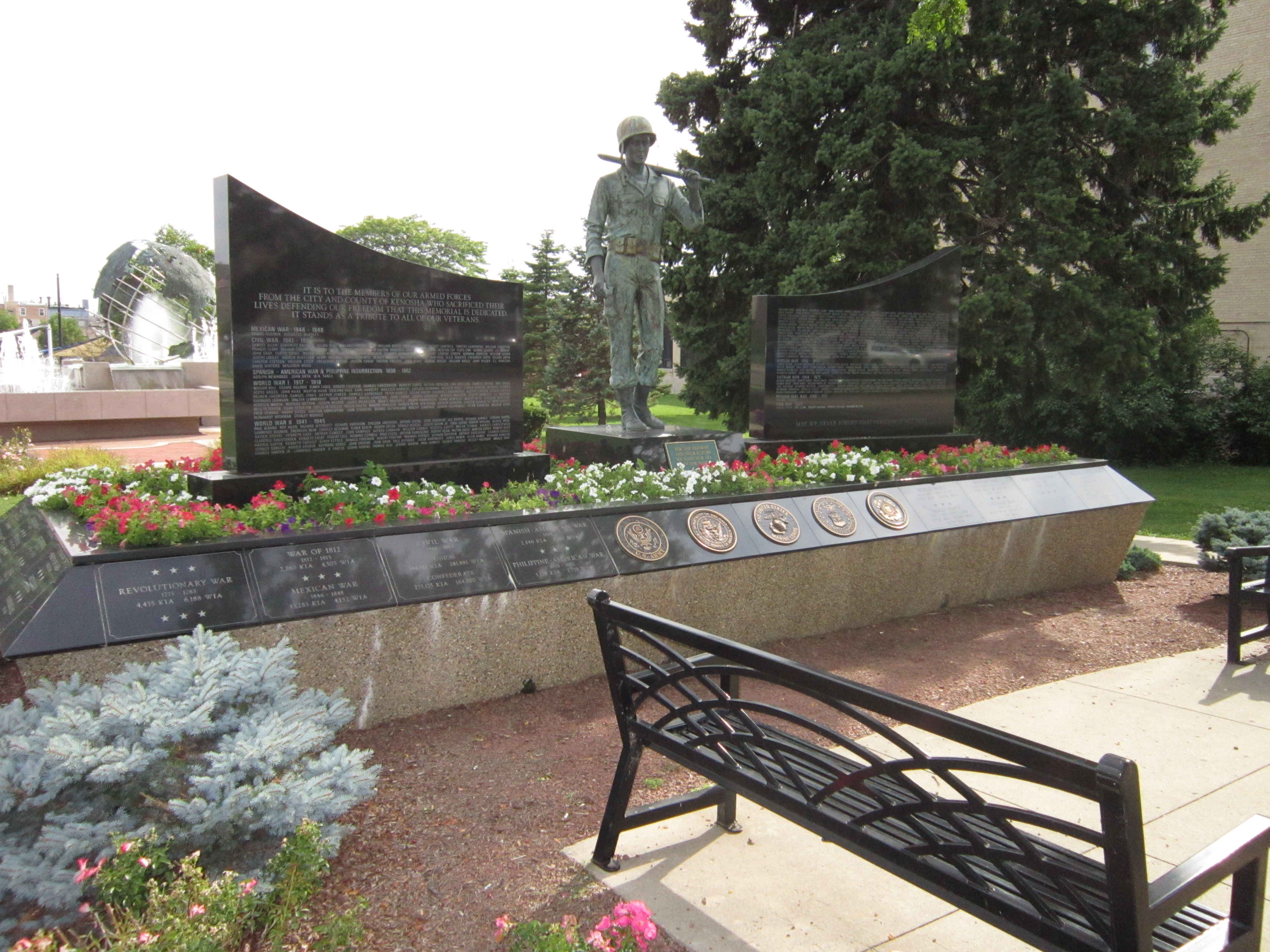
Пам'ятник солдатам, загиблим на війні